# Paul d'Ivoi
Paul d'Ivoi, nom de plume de Paul Charles Philippe Éric Deleutre, est un romancier français né le 28 octobre 1856 à Paris et  mort le 6 septembre 1915 à Paris 17e.

## Biographie
Paul Charles Philippe Eric Deleutre est né le 28 octobre 1856 à Paris. Il est le fils de Maria Dervinter et du journaliste Joseph Honoré Charles Deleutre, qui fut l'un des fondateurs de la Chronique parisienne.
Paul Deleutre n'est pas le seul à utiliser le pseudonyme Paul d'Ivoi. Son père, Charles, signa également ses chroniques journalistiques Paul d'Ivoi,.
Il débute comme journaliste à Paris-Journal et collabore au Journal des voyages sous le pseudonyme de Paul d'Ivoi.
Sa carrière au théâtre débute avec sa pièce Jeu de Dame en 1881. Il commence par donner quelques pièces de boulevard : Le Mari de ma femme (1887),,, La Pie au nid (1887) ou Le Tigre de la rue Tronchet (1888) et quelques romans feuilletons qui passèrent inaperçus.
En 1890, il publie Les juifs à travers les âges, un roman qui met en lumière ses convictions contre l'antisémitisme.
Entre 1894 et 1916, il publie les 21 volumes de la série des Voyages excentriques qui exploitent le filon des Voyages extraordinaires de Jules Verne. En 1894, le premier volume de la série, Les Cinq Sous de Lavarède, écrit en collaboration avec Henri Chabrillat, lui vaut la célébrité. Il adapte ce roman en une pièce de théâtre dès 1902 et c'est un grand succès ,,. Ses romans s'engagent ensuite de plus en plus, jusqu'aux Dompteurs de l'or, dans une veine scientifique colorée de fantaisie qui plait beaucoup aux jeunes publics.
Paul d'Ivoi écrit également des récits patriotiques en collaboration avec le colonel Royet (Maximin-Léonce Royet, dit) au début du XXe siècle.
Il meurt le 6 septembre 1915 d'une maladie cardiaque. Ses obsèques ont lieu  à l'église Saint-François-de-Sales le 9 septembre 1915.
Il est inhumé à Paris dans le cimetière des Batignolles (12e division).

### Vie privée
Paul d'Ivoi s'est marié à Catherine Félicie Victorine Arnaudon et a eu deux enfants. Son fils Henry Paul d'Ivoi est né le 31 juillet 1892 et est mort le 6 septembre 1916 à Berny-en-Santerre lors de la bataille de la Somme,.

## Œuvres

### SérieLes Voyages excentriques

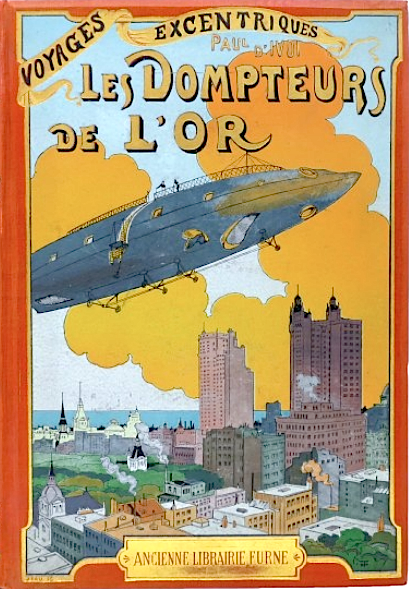
Couverture de Henri Thiriet pour Les dompteurs de l'or (1913).

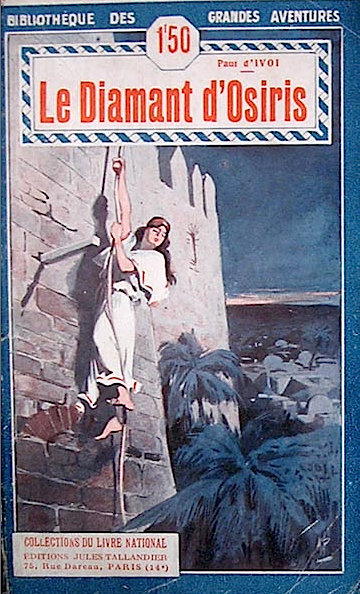
Couverture de Albert Édouard Puyplat pour Le diamant d'Osiris (réédition de 1924).

- 1894 : Les Cinq Sous de Lavarède (no 1) (BNF 43529273, lire en ligne) ; édité dans Le Petit Journal, 1893
- 1895 : Le Sergent Simplet : à travers les colonies françaises (no 2)
- 1896 : Cousin de Lavarède (no 3) ; réédité sous le titre Le Diamant d'Osiris chez Tallandier, 1934 et 1953
- 1897 : Jean Fanfare (no 4) (BNF 30317178, lire en ligne) ; réédité sous le titre La Diane de l'archipel chez Tallandier, 1930 et 1940
- 1898 : Corsaire Triplex (no 5) (BNF 30317172, lire en ligne)
- 1899 : La Capitaine Nilia (no 6)
- 1900 : Docteur Mystère (no 7) (BNF 30317177, lire en ligne)
- 1901 : Cigale en Chine (no 8) (BNF 30317166, lire en ligne) ; édité dans le périodique Le Français[16], 1900-1901
- 1902 : Massiliague de Marseille (no 9)
- 1903 : Les Semeurs de Glace (no 10) (BNF 45081004, lire en ligne)
- 1904 : Le Serment de Daalia (no 11) (BNF 30317184, lire en ligne)
- 1905 : Millionnaire malgré lui (no 12) ; édité sous le titre Le Prince virgule dans le périodique Journal des Voyages[17], 1904-1905
- 1906 : Le Maitre du Drapeau Bleu (no 13) (BNF 30317179, lire en ligne) ; édité dans le périodique Le Matin[18], 1906 ; rééditer sous le titre Les Masques d'Ambre chez Tallandier, 1953
- 1907 : Miss Mousqueterr (no 14) (BNF 30317182, lire en ligne) ; édité dans le périodique Journal des Voyages[19]
- 1908 : Jud Allan, Roi des « Lads » (no 15) (BNF 35284277, lire en ligne) ; réédition sous le titre Jud Allan, roi des gamins chez Tallandier, 1929 et 1954
- 1909 : La Course au Radium (no 16) ; réédité sous le titre Le Radium qui tue chez Tallandier, 1929 et 1954 ; réédité sous le titre La Course au Radium
- 1910 : L'Aéroplane Fantôme (no 17) (BNF 32010699, lire en ligne) ; réédité sous le titre Le Voleur de pensée chez Tallandier, 1935 et 1954
- 1911 : Les Voleurs de Foudre (no 18) (BNF 32010695, lire en ligne)
- 1912 : Message du Mikado (no 19) (BNF 35284278, lire en ligne)
- 1913 : Les Dompteurs de l'or (no 20) (BNF 45078537, lire en ligne)
- 1914 : Match de Milliardaire (no 21) ; édité sous le titre L’Évadé malgré lui dans le périodique Journal des Voyages[20], 1913

### Romans écrits en collaboration avec le Colonel Royet
- 1904 : La Patrie en danger : histoire de la guerre future, Paris, H. Geffroy
- 1905 : Le Capitaine Matraque, Paris, Librairie Félix Juven
- 1905 : Un, la Mystérieuse, Paris, Société d’Édition de Publication
- 1905 : Les Briseurs d'épées, Paris, Librairie Félix Juven
- 1906 : L'Espion d'Alsace, Paris, Société d’Édition et de Publications

### Romans signés du pseudonyme Paul Éric
- 1901 : La Mort de l'Aigle : 1814 (BNF 42056582, lire en ligne) ; réédition sous la signature Paul d'Ivoi chez Boivin, 1935
- 1904 : Les Cinquante : 1815 (BNF 30403601, lire en ligne)

### Articles de périodique
- 1914 : Mots de guerre des jeunes filles, dans le périodique Le Matin[21]

### Théâtre
- 1881 : Jeu de dame ; sous le pseudonyme L. de Laere
- 1887 : Le Mari de ma femme
- 1887 : La Pie au nid
- 1888 : Le Tigre de la rue Troncher

### Autres publications
- 1890 : Les juifs à travers les âges
- 1890 : Le Capitaine Jean, dans le quotidien Le Rappel
- 1900 : La Mission Marchand : Congo-Nil, Paris, Fayard frères (BNF 37746599, lire en ligne)
- 1901 : Trop de cœur !, dans le périodique Le Français[22]
- 1901 : L'Ad-mi-nis-tra-tion, dans le périodique  Le Français[23]
- 1901 : Passion marseillaise, dans le périodique Le Français[24]
- 1901 : Le Siège d'un cœur, dans le périodique Le Français[25]
- 1902 : L’ile d'Or
- 1903 : Les Compagnons du Lotus blanc, en collaboration avec Henri Chabrillat
- 1904 : Waterloo
- 1905 : La Fille de l'inconnu, dans le périodique Le Matin[26]
- 1907 : L'Automobile de verre, dans le périodique Journal des Voyages[27]
- 1908 : La Fiancée du diable, dans le périodique Le Matin[28]
- 1908 : Le diable du Schah, dans le périodique La vie d'aventures n°11, supplément mensuel du Journal des Voyages[29]
- 1908 : L'Espion X. 323 : L'homme sans visage [lire sur Wikisource]
- 1909 : L'espion X. 323 : Le canon du sommeil[30]
- 1909 : Les Trois demoiselles pickpocket, dans le périodique Journal des Voyages[31]
- 1910 : Les Dix Yeux d'Or, dans le périodique Mon bonheur[32]
- 1913 : Le Chevalier illusion, dans le périodique Journal des Voyages[33]
- 1913 : L'Espion X. 323 : Du sang sur le Nil[34]
- 1915 : Femmes et gosses héroïques
- La Femme au diadème rouge, dans le quotidien Le Soleil[35]
- Olympia et Cie, dans le quotidien L'Éclair[35]
- Le Puit du Maure
- L'Obus de cristal
- L’ile d'Elbe

## Adaptations au cinéma
- 1928 : Jalma la double, film réalisé par Roger Goupillières[36]